# The Dutchess
The Dutchess je debutové album americké zpěvačky Stacy Ferguson alias Fergie, členky skupiny The Black Eyed Peas.

## Informace o albu
Album se původně mělo jmenovat The Duchess (Vévodkyně) po vévodkyni z Yorku Sarah Ferguson, které kromě stejného příjmení mají i stejnou přezdívku Fergie.
První píseň, která z alba vyšla se jmenovala London Bridge a Fergie se podařilo dobýt americký prestižní žebříček Billboard Hot 100.
I druhá píseň Fergalicious zaznamenala značné úspěchy stejně jako Glamorous, která vyhrála i americkou hitparádu Billboard Hot 100. V České republice nejvíce bodovala píseň Big Girls Don't Cry, která se dostala i na první místo v hitparádě IFPI, ten samý úspěch zopakovala i v dalších zemích a za píseň dostala nominaci na cenu Grammy Award.

## Seznam písní
1. Fergalicious (feat. Will.i.am) — 4:53
2. Clumsy — 4:01
3. All That I Got (The Make-Up Song) (feat. Will.i.am) — 4:05
4. London Bridge — 4:01
5. Pedestal — 3:22
6. Voodoo Doll — 4:23
7. Glamorous (feat. Ludacris) — 4:06
8. Here I Come (feat. Will.i.am) — 3:21
9. Velvet — 4:53
10. Big Girls Don't Cry — 4:28
11. Mary Jane Shoes (feat. Rita Marley and The I-Three) — 3:55
12. Losing My Ground — 4:08
13. Finally (feat. John Legend) — 4:53
14. Maybe We Can Take a Ride — 2:35

### Bonusy
1. Get Your Hands Up (feat. The Black Eyed Peas) — 3:34
2. Wake Up — 3:01
3. Paradise — 4:08

## Umístění ve světě
| Hitparáda      | Umístění |
| -------------- | -------- |
| Austrálie      | 1        |
| Rakousko       | 17       |
| Belgie         | 45       |
| Brazílie       | 2        |
| Kanada         | 4        |
| Nizozemsko     | 6        |
| Francie        | 44       |
| Německo        | 11       |
| Irsko          | 9        |
| Japonsko       | 3        |
| Nový Zéland    | 2        |
| Česko          | 19       |
| Norsko         | 17       |
| Polsko         | 14       |
| Portugalsko    | 25       |
| Švédsko        | 35       |
| Švýcarsko      | 11       |
| Velká Británie | 18       |
| USA            | 2        |
| Svět           | 3        |

| Prodejnost | Počet     |
| ---------- | --------- |
| Celkem     | 6,100,000 |